# Vladimír Hagara
Vladimír Hagara (* 7. listopadu 1943, Piešťany – 24. května 2015) byl slovenský fotbalový obránce a československý reprezentant, účastník mistrovství světa 1970 v Mexiku (odehrál dva zápasy základní skupiny proti Anglii a Brazílii).

## Fotbalová kariéra
V československé reprezentaci sehrál 25 zápasů a vstřelil 4 góly. Vrcholnou část své fotbalové kariéry prožil ve Spartaku Trnava (1966–1974), prožil s ním celou jeho "zlatou éru", během níž Spartak získal pět mistrovských titulů (1968, 1969, 1971, 1972, 1973). Hagara se Spartakem také dvakrát vyhrál československý pohár (1967, 1971), v Poháru mistrů evropských zemí nastoupil ve 22 utkáních a dal 2 góly, jednou hrál semifinále (1969) a dvakrát ve stejném poháru čtvrtfinále (1973, 1974), v Poháru vítězů pohárů nastoupil ve 4 utkáních a v Poháru UEFA nastoupil v 6 utkáních. Z Trnavy odešel do Martina.

## Ligová bilance
| Ročník                                   | Zápasy | Góly | Klub             |
| ---------------------------------------- | ------ | ---- | ---------------- |
| 2. československá fotbalová liga 1961/62 | -      | -    | TJ Gottwaldov    |
| 2. československá fotbalová liga 1962/63 | -      | -    | TJ Gottwaldov    |
| 2. československá fotbalová liga 1963/64 | -      | -    | TJ Gottwaldov    |
| 2. československá fotbalová liga 1964/65 | -      | -    | TJ Slovan Nitra  |
| 1. československá fotbalová liga 1965/66 | 2      | 0    | Spartak Trnava   |
| 1. československá fotbalová liga 1966/67 | 24     | 0    | Spartak Trnava   |
| 1. československá fotbalová liga 1967/68 | 23     | 0    | Spartak Trnava   |
| 1. československá fotbalová liga 1968/69 | 25     | 1    | Spartak Trnava   |
| 1. československá fotbalová liga 1969/70 | 30     | 0    | Spartak Trnava   |
| 1. československá fotbalová liga 1970/71 | 25     | 0    | Spartak Trnava   |
| 1. československá fotbalová liga 1971/72 | 30     | 2    | Spartak Trnava   |
| 1. československá fotbalová liga 1972/73 | 27     | 1    | Spartak Trnava   |
| 1. československá fotbalová liga 1973/74 | 27     | 1    | Spartak Trnava   |
| 1. československá fotbalová liga 1974/75 | 13     | 0    | Spartak Trnava   |
| 2. československá fotbalová liga 1975/76 | -      | -    | Strojárne Martin |
| 2. československá fotbalová liga 1976/77 | -      | -    | Strojárne Martin |
| CELKEM 1. liga                           | 226    | 5    |                  |